# A merced del odio
A merced del odio (título original: The Nanny), es una película británica de suspenso de 1965, dirigida por Seth Holt y protagonizada por Bette Davis.

## Sinopsis
Tras ser culpado por la muerte por ahogamiento de su hermana menor, Susy, Joey, de diez años, es enviado a una escuela para niños con trastornos emocionales. Dos años después, regresa a casa, aún con una profunda desconfianza hacia la niñera de toda la vida de la familia. Joey sospecha que ella pudo haber tenido algo que ver con la muerte de Susy y ahora cree que pretende envenenarlo.

## Reparto
| Actor/Actriz    | Rol                    |
| --------------- | ---------------------- |
| Bette Davis     | Nanny                  |
| William Dix     | Joey Fane              |
| Wendy Craig     | Virginia "Virgie" Fane |
| Jill Bennett    | Tía Pen                |
| James Villiers  | Bill Fane              |
| Pamela Franklin | Bobbie Medman          |
| Jack Watling    | Dr. Medman             |
| Maurice Denham  | Dr. Beamaster          |
| Alfred Burke    | Dr. Wills              |
| Angharad Aubrey | Susy Fane              |
| Harry Fowler    | Lechero                |

## Recepción

### Crítica
La película ha sido bien recibida por la crítica. Tiene un índice de aprobación del 91% en el sitio web de recopilación de reseñas de películas Rotten Tomatoes según once reseñas.